# Kay Panabaker
Stephanie Kay Panabaker, född 2 maj 1990 i Orange i Texas i USA, är en amerikansk skådespelerska.
Hennes äldre syster, Danielle Panabaker, är även hon skådespelerska.
Panabaker har spelat mot Lori Loughlin i både Summerland och i filmen Moondance Alexander. I Disney Channel-filmen Read it and Weep spelar hon mot sin syster, Danielle, som i filmen spelar hennes alter ego. De båda systrarna Panabaker spelade också mot varandra under ett avsnitt i Summerland där Danielle hade en mindre gästroll.

## Filmografi
- 2001: Monsters, Inc. (röst)
- 2002: Dead Heat ("Sam")
- 2007: Moondance Alexander ("Moondance Alexander")
- 2007: The Prince and the Pauper ("Elizabeth")
- 2007: Nancy Drew ("Georgie")
- 2009: Fame ("Jenny Garrison")
- 2010: The Lake Effect ("Celia")
- 2011: Little Birds ("Alison")
- 2011: Cyberbully ("Samantha Caldone")

## TV-serier
- 2002: Port Charles (1 episod som "Sara")
- 2002: Cityakuten (1 episod som "Melissa Rue")
- 2002: Sjunde himlen (1 episod som "Alice Brand")
- 2002-2003: Angel (2 episoder)
- 2003: The Division (1 episod som "Susie Jenkins")
- 2003: The Brothers García (1 episod som "Carrie Bauer")
- 2004-2005: Summerland (26 episoder som "Nikki Westerly")
- 2004-2005: Phil från framtiden - (13 episoder som "Debbie Berwick")
- 2005: Medium (1 episod som "Elisha")
- 2005: Mom at Sixteen
- 2005: Life is Ruff
- 2006: American Dragon: Jake Long (1 episod som "Cheerleadern Lacey", röst)
- 2006: Read It and Weep
- 2006-2011: CSI: Crime Scene Investigation (6 episoder som Lindsey Willows)
- 2007: Zip (TV-film)
- 2007: Custody
- 2007: The Winner (1 episod som "Vivica")
- 2007: Zack & Codys ljuva hotelliv - (1 episod som "Amber")
- 2007: 2 ½ män (1 episod som "Sophie")
- 2007: Weeds (1 episod som "Amelia")
- 2007: Ghost Whisperer (1 episod som "Marlo Sinclair")
- 2007: Boston Legal (1 episod som "Abby Holt")
- 2008: Happy Campers
- 2008: Grey's Anatomy (1 episod som "Emma Anderson")
- 2009: A Marriage
- 2009: Lie to Me (1 episod som "Emily Lightman")
- 2009: Mental (1 episod som "Aysnley Skoff")
- 2010: Brothers & Sisters (2 episoder som "Kitty Walker")
- 2010: Secrets in the Walls
- 2010-2011: No Ordinary Family (20 episoder som "Daphne Powell")
- 2011: Cyberbully
- 2011: Law & Order: Special Victims Unit (1 episod som "Vicki Harris")